# Den polsk-sovjetiske krig
Den polsk-sovjetiske krig mellem februar 1919 og marts 1921 stod mellem Polen på den ene side og Russiske SFSR og Ukrainske SSR på den den anden. Den blev udkæmpet på polsk side for at stadfæste grænserne mellem det nyligt oprettede Polen og Russiske SFSR. Krigen brød ud efter Den Røde Hær forsøgte at tilbageerobre russiske områder, der var gået tabt under 1. verdenskrig. Krigen blev hovedsagelig ført i Hviderusland, Ukraine og Polen.
Den Røde Hær var svækket af borgerkrigen i Rusland, og den polske hær kunne hurtigt gennemføre et angreb ind i Ukrainske SSR, hvor den forsøgte at oprette en ukrainsk modstandsbevægelse mod styret. Efter at have indtaget Kijev 7. maj 1920 blev polske styrker slået tilbage af Den Røde Hær, og måtte trække sig tilbage til Warszawa. Det øgede international opmærksomhed på krigen, og Frankrig øgede sin militærhjælp til Polen.
Slaget ved Warszawa resulterede i en afgørende og uventet polsk sejr. Efter dette slag kunne polske styrker rykke mod øst igen. 18. marts 1921 blev en fredsaftale underskrevet i Riga.